# Boston Public
Boston Public (benannt nach dem Schulkreis Boston Public Schools) ist eine US-amerikanische Fernsehserie von David E. Kelley (Ally McBeal, Picket Fences – Tatort Gartenzaun). Zwischen 2000 und 2004 wurden 81 Folgen gedreht. Sie wurde in Deutschland vom Fernsehsender VOX ausgestrahlt.

## Handlung
Die Serie behandelt das Leben und die Probleme der Lehrer und Schüler an der fiktiven Winslow High School in Boston.
Leiter der Schule sind der durchsetzungsstarke Direktor Steven Harper und der cholerische stellvertretende Direktor Scott Guber. Sie haben die Aufsicht über unter anderem Geschichtslehrerin Lauren Davis, den Englischlehrer Harry Senate, dessen unorthodoxe Lehrmethoden insbesondere bei den Eltern immer wieder für Aufregung sorgen, und die ehemalige Juristin Ronnie Cooke. Hinzu kommen der altersstarre Geschichtslehrer Harvey Lipschultz, der verklemmte Literaturlehrer Milton Buttle und die depressive Marla Hendricks.
Die einzelnen Folgen sprechen immer wieder Reizthemen der Wirklichkeit an. Wachsende Gewalt an Schulen und in den Familien, Drogenkonsum von Schülern und Lehrern und die Schulpolitik, die dafür sorgt, dass Lehrer überarbeitet und unterbezahlt sind.
In der zweiten Staffel geriet die Serie aufgrund zurückgehender Einschaltquoten unter Druck und begann in rascher Folge die Schauspieler auszuwechseln, allerdings ohne durchschlagenden Erfolg: Nachdem die ersten drei Staffeln je 22 Folgen enthielten, wurde die vierte und letzte nach 15 Folgen beendet. Mit ein Grund dafür war auch der Boykott-Aufruf christlicher Fundamentalisten, die sich an Themen und Sprache der Serie stießen und beispielsweise zum Boykott von Volkswagen aufriefen, weil Volkswagen ein Hauptsponsor der Serie war.

## Preise
Im Jahre 2001 wurde die Serie mit einem Emmy in der Kategorie Outstanding Art Direction for a Single Camera Series ausgezeichnet, 2003 gewann die Serie einen Preis bei den Peabody Awards. Ausgezeichnet wurde die Episode Chapter 37. Die Darstellerin Loretta Devine gewann in den Jahren 2001, 2003 sowie 2004 jeweils einen Image Award in der Kategorie Outstanding Actress in a Drama Series. 2004 wurde Darsteller Thomas Dekker für seine Best Performance in a TV Series – Guest Starring Young Actor bei den Young Artist Awards geehrt.

## Besetzung
| Rolle             | Schauspieler     | Synchronsprecher   |
| ----------------- | ---------------- | ------------------ |
| Steven Harper     | Chi McBride      | Detlef Bierstedt   |
| Scott Guber       | Anthony Heald    | Michael Pan        |
| Lauren Davis      | Jessalyn Gilsig  | Melanie Pukass     |
| Harry Senate      | Nicky Katt       | Nicolas Böll       |
| Marla Hendricks   | Loretta Devine   | Katja Nottke       |
| Marilyn Sudor     | Sharon Leal      | Vera Teltz         |
| Ronnie Cooke      | Jeri Ryan        | Anke Reitzenstein  |
| Danny Hanson      | Michael Rapaport | Oliver Rohrbeck    |
| Harvey Lipschultz | Fyvush Finkel    | Ulrich Voss        |
| Meredith Peters   | Kathy Baker      | Karin Buchholz     |
| Louisa Fenn       | Rashida Jones    | Tanja Geke         |
| Kevin Riley       | Thomas McCarthy  | Peter Flechtner    |
| Milton Buttle     | Joey Slotnick    | Stefan Krause      |
| Carmen Torres     | Natalia Baron    | Andrea Solter      |
| Zach Fisher       | Jon Abrahams     | Gerrit Schmidt-Foß |
| Colin Flynn       | Joey McIntyre    | Matthias Hinze     |
| Marcie Kendall    | Cara DeLizia     | Julia Ziffer       |
| Brooke Harper     | China Shavers    | Maxi Deutsch       |